# Avenue de Saint-Ouen
L'avenue de Saint-Ouen est une voie des 17e et 18e arrondissements de Paris.

## Situation et accès
L'avenue débute aux 62-66, avenue de Clichy et finit au 1, boulevard Bessières et 155, boulevard Ney. 
Trois stations de métro de la ligne 13 ont un ou des accès avenue de Saint-Ouen : La Fourche, Guy Môquet et Porte de Saint-Ouen station en commun avec la ligne 3b du tramway d'Île-de-France.

## Origine du nom
Cette voie doit son nom à la ville de Saint-Ouen à laquelle elle mène.

## Historique

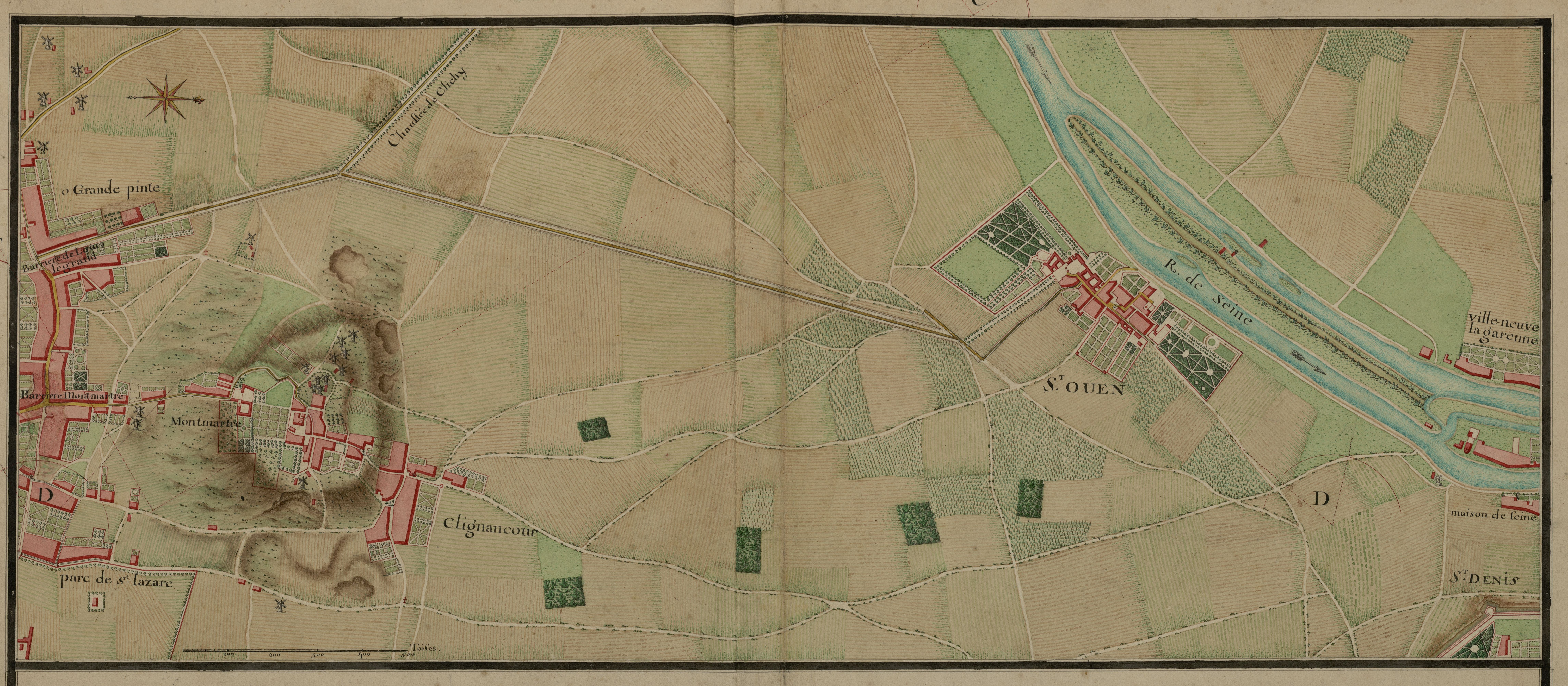
La route de Paris (à gauche) à Saint-Ouen (à droite) sur l’Atlas de Trudaine (1745-1780). Le carrefour en Y avec l'actuelle Avenue de Clichy est bien visible en haut (le nord est à droite).

Elle provient du chemin menant à Saint-Ouen, attesté dès le VIIe siècle et indiqué sur le plan de Jouvin de Rochefort de 1672 et sur celui de Roussel de 1730. De 1803 à 1863, elle fait partie intégrante de la route départementale 13.
Elle est classée dans la voirie parisienne et reçoit son nom actuel par un décret du 23 mai 1863.

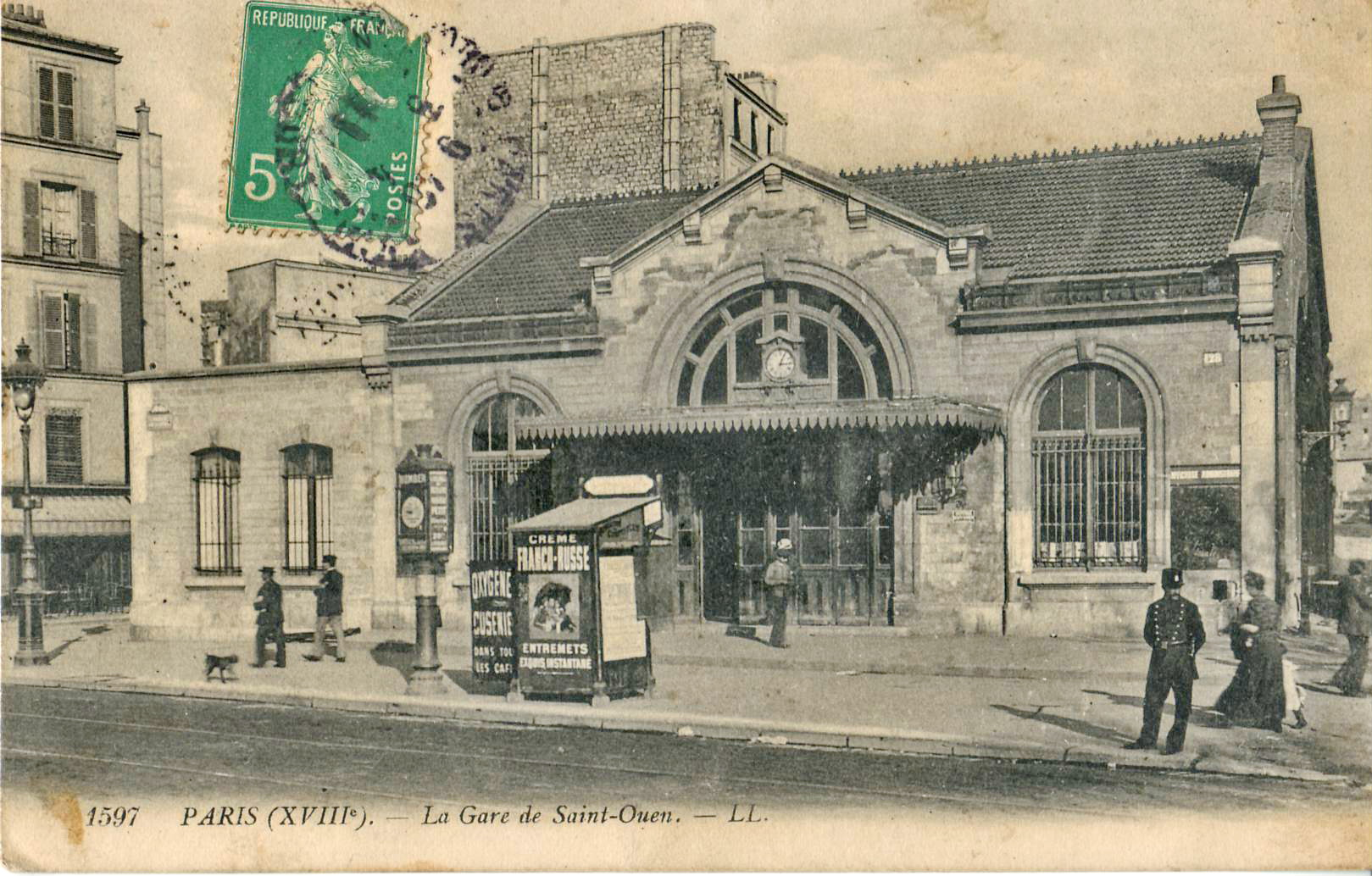
Gare de l'avenue de Saint-Ouen.

## Bâtiments remarquables et lieux de mémoire
- No 21-23 : école élémentaire publique.
- No 25 : hameau des Batignolles.
- No 30 : cité Pilleux. Ancienne cité ouvrière de la fin du XIXe siècle. Elle abritait des ateliers au rez-de-chaussée et des logements à l’étage[2].
- Nos 35 et 19 : collège et lycée privé catholique sous contrat Saint-Michel-des-Batignolles, dont l'origine remonte à 1880[3],[4]. Le lycée déménage au no 19 après la construction d'un nouvel édifice à cette adresse ; jusqu'en 2015, se trouvait là une ancienne église construite en 1900, devenue plus tard l'aumônerie de la paroisse[5].
- No 37 et 37 bis : Marcelle Lesage y dirige la librairie « Librairie, Papeterie, Abonnement de Lecture », rebaptisée « Le Livre pour Tous », de 1923 à 1926[6]. Elle déménage ensuite au 37, quai de l'Horloge[7],[8],[9].
- No 96 : a servi de planque à Anna Dondon et René Valet ainsi qu'à Octave Garnier, membres de la bande à Bonnot[10]
- No 128 : gare de l'avenue de Saint-Ouen, sur l'ancienne ligne de Petite Ceinture. Un temps transformée en magasin (bazar), c'est désormais un lieu culturel, Le Hasard Ludique, qui dispose d'un bar, abrite des ateliers de pratique artistique et programme des concerts.
- No 139 : Lucien Raimbourg (1903-1973), comédien, y vécut. Son fils Claude Raimbourg, graveur, peintre et écrivain, y est né et y vécut de même.

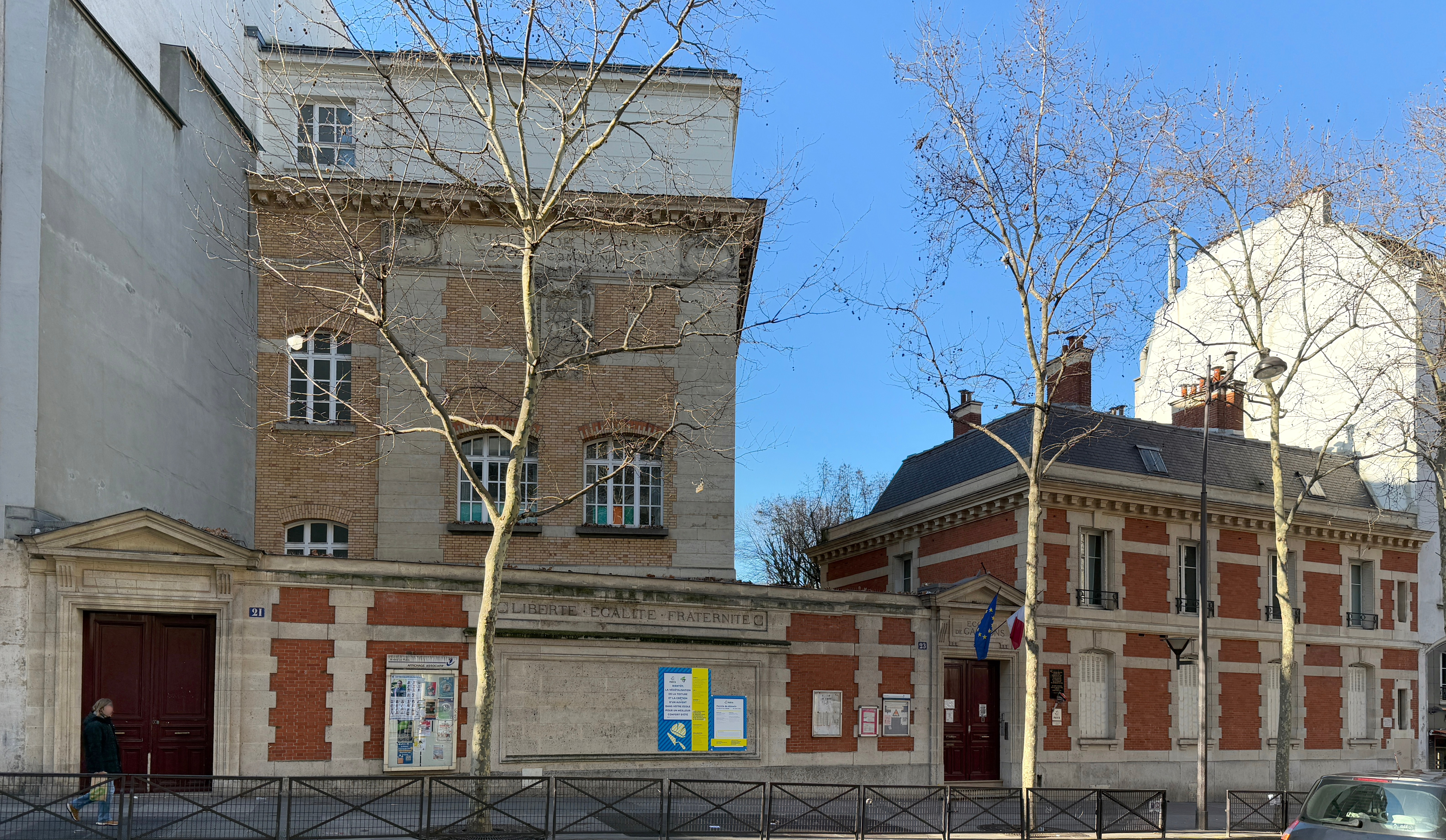
École publique.